# Bonitasaura
Bonitasaura ist eine Gattung sauropoder Dinosaurier aus der Gruppe der Titanosauria. Bisher ist ein einziges fragmentarisches Skelett bekannt, das aus der Oberkreide (Santonium) Argentiniens stammt. Einzige Art ist Bonitasaura salgadoi.

## Merkmale
Bonitasaura wurde etwa neun Meter lang und war damit ein relativ kleiner Sauropode. Einzigartig war der Schädel mit seinem kastenförmigen Gebiss, dessen dünne, stiftartige Zähne auf den vordersten Bereich des Kiefers beschränkt waren. Dahinter, im zahnlosen Teil des Unterkiefers, finden sich Hinweise auf einen Schnabel aus Keratin, der möglicherweise zum Abschneiden der pflanzlichen Nahrung gedient hat.
Diagnostisch für Bonitasaura innerhalb der Titanosauria sind die weniger zahlreichen Zahnfächer, die kräftig gebauten, diagonal orientierten Basen der Wirbelbögen sowie die wulstigen Dornfortsätze der vorderen Rückenwirbel.

## Systematik
Bonitasaura war vermutlich nahe mit der madagassischen Gattung Rapetosaurus und den mongolischen Gattungen Nemegtosaurus und Quaesitosaurus verwandt. Einige Forscher fassen diese Gattungen zusammen mit Bonitasaura in einer Nemegtosauridae genannten Gruppe zusammen.

## Fund, Forschungsgeschichte und Namensgebung
Das einzige bekannte Skelett (Holotyp, Exemplarnummer MPCA 300) ist lediglich fragmentarisch erhalten, wurde jedoch teilweise artikuliert (im Verbund) vorgefunden. Heute wird es im Museo Provincial Carlos Ameghino Cipolletti aufbewahrt. Es besteht aus drei Schädelknochen – dem Stirnbein, dem Scheitelbein sowie dem Unterkiefer inklusive 15 Zähnen – aus Abschnitten der Hals-, Rücken- und Schwanzwirbelsäule, sowie aus Teilen der Gliedmaßen, einschließlich Oberarmknochen (Humerus), Speiche (Radius), zwei Mittelhandknochen (Metacarpalia), Oberschenkelknochen (Femur), Schienbein (Tibia) sowie zwei Mittelfußknochen (Metacarpalia). Das Skelett gehörte zu einem noch nicht ausgewachsenen (subadulten) Tier.
Das Skelett stammt aus einem Steinbruch namens „La Bonita Hill“ nahe Cerro Policía in der argentinischen Provinz Río Negro. Es wurde eingebettet in Sandsteinen gefunden, die fluviatil (von Flüssen) abgelagert wurden und zu den obersten Schichten der Bajo-de-la-Carpa-Formation zählen.
Bonitasaura wurde 2004 von Sebastián Apesteguía erstmals wissenschaftlich beschrieben. Der Gattungsname Bonitasaura weist auf den Fundort, den Steinbruch „La Bonita Hill“, während das Art-Epitheton salgadoi den argentinischen Paläontologen Leonardo Salgado ehrt.

## Belege

### Hauptquelle
- Sebastián Apesteguía: Bonitasaura salgadoi gen. et sp. nov.: a beaked sauropod from the Late Cretaceous of Patagonia. In: Naturwissenschaften. Bd. 91, Nr. 10, 2004, S. 493–497, doi:10.1007/s00114-004-0560-6.